# Rosa Fernández
Rosa Fernández (Madrid, 18 de juliol de 1983) és una biòloga espanyola, doctora per la Universitat Complutense de Madrid, i investigadora principal a l'Institut de Biologia Evolutiva del CSIC (IBE-CSIC-UPF). Lidera el grup Metazoa Phylogenomics Lab de l'IBE, on es dedica a estudiar l'evolució dels animals terrestres, amb un enfocament en els canvis genòmics ocorreguts durant el seu pas del mar a la terra.
Aquest projecte, anomenat SEA2LAND, utilitza tècniques com la genòmica, la transcriptòmica i l'enginyeria de proteïnes per explorar les adaptacions genètiques dels animals a l'entorn terrestre. Aquest projecte ha estat finançat per una beca Starting Grant del Consell Europeu de Recerca (ERC) per un import de 1,5 milions d'euros i és una de les dues beques atorgades a Catalunya.

## Innovació en Genòmica i Conservació
Fernández ha estat una de les responsables de la implementació de la tècnica Hi-C, una metodologia innovadora que permet seqüenciar cromosomes complets i reconstruir la seva estructura tridimensional, millorant l'anàlisi genòmica de diverses espècies.
Aquestes eines són essencials per a la conservació de la biodiversitat, ja que permeten obtenir informació genòmica detallada d'espècies amenaçades per a les polítiques de conservació.

## L'Atles Europeu de Genomes de Referència
A més de la seva tasca investigadora, Fernández és membre del comitè executiu de l'Atles Europeu de Genomes de Referència (ERGA), un projecte europeu que busca seqüenciar el genoma d'espècies europees per crear genomes de referència de qualitat per a un centenar d'espècies.
Aquest projecte es duu a terme sense finançament, amb l'objectiu de combatre la pèrdua de biodiversitat i millorar la recerca científica en biomedicina i biotecnologia. El projecte té com a objectiu seqüenciar el genoma de 98 espècies europees, creant una base de dades de referència accessible a la comunitat científica per a futures investigacions.
A més, el consorci promou una recerca inclusiva i equitativa, amb la finalitat de generar recursos genòmics accessibles independentment de les fronteres geogràfiques.

## Descobriments i Publicacions Científiques
Una de les contribucions de Fernández a la biodiversitat europea va ser el descobriment d'un cuc desconegut fins aleshores, Gordionus montsenyensis, al Montseny, en el riu Tordera. Aquesta troballa va aportar nous coneixements sobre l'evolució biològica i el comportament d'aquests organismes.
Fernández ha publicat més de seixanta articles en revistes científiques, incloent-hi Nature Ecology and Evolution i Molecular Biology and Evolution. Ha estat ponent convidada en congressos internacionals i ha liderat projectes de recerca finançats per institucions espanyoles i europees.
A més, ha estat editora en revistes com PeerJ i Systematics and Biodiversity.